# Alphabet perso-arabe
L'alphabet perso-arabe est utilisé pour écrire le persan. C’est une forme modifiée de l'alphabet arabe qui comprend 32 caractères principaux.

## Alphabet principal
|          | Isolée | Initiale | Médiane | Finale | Nom           | Translittération                                   | Prononciation | Transcription usuelle | Transcription usuelle |
| anglaise | Isolée | Initiale | Médiane | Finale | Nom           | Translittération                                   | Prononciation | française,            |                       |
| -------- | ------ | -------- | ------- | ------ | ------------- | -------------------------------------------------- | ------------- | --------------------- | --------------------- |
| 1        | ﺍ      | ا        | ـا      | ا / ﺎ  | alef          | â (en médiane et en finale), a, e, o (en initiale) | /ɒː, a, e, o/ | a, a, e, o            |                       |
| 2        | ﺏ      | ﺑـ       | ـﺒ      | ﺐ / ـﺐ | be            | b                                                  | /b/           | b                     |                       |
| 3        | پ      | ﭘـ       | ـﭘ      | پ / ـپ | pe            | p                                                  | /p/           | p                     |                       |
| 4        | ﺕ      | ﺗـ       | ـﺘ      | ﺖ / ـﺖ | te            | t                                                  | /t/           | t                     |                       |
| 5        | ﺙ      | ﺛـ       | ـﺜ      | ﺚ / ـﺚ | s̲e            | s̲                                                  | /s/           | s                     |                       |
| 6        | ﺝ      | ﺟـ       | ـﺠ      | ﺝ / ـﺞ | jim           | j                                                  | /d͡ʒ/          | j                     | dj                    |
| 7        | چ      | ﭼـ       | ـﭼ      | چ / ـﭻ | če            | č                                                  | /t͡ʃ/          | ch                    | tch                   |
| 8        | ﺡ      | ﺣـ       | ـﺤ      | ﺡ / ـﺢ | ḥe-ye jimi    | ḥ                                                  | /h/           | h                     |                       |
| 9        | ﺥ      | ﺧـ       | ـﺨ      | ﺥ/ ـﺦ  | xe            | x                                                  | /x/           | kh                    |                       |
| 10       | ﺩ      | ﺩ        | ـﺩ      | ﺪ / ـﺪ | dâl           | d                                                  | /d/           | d                     |                       |
| 11       | ﺫ      | ﺫ        | ـﺫ      | ﺬ / ـﺬ | ẕâl           | ẕ                                                  | /z/           | z                     |                       |
| 12       | ﺭ      | ﺭ        | ـﺭ      | ﺮ / ـﺮ | re            | r                                                  | /r/           | r                     |                       |
| 13       | ﺯ      | ﺯ        | ـﺯ      | ﺯ / ـﺯ | ze            | z                                                  | /z/           | z                     |                       |
| 14       | ژ      | ژ        | ـژ      | ژ / ـژ | že            | ž                                                  | /ʒ/           | zh                    | j                     |
| 15       | ﺱ      | ﺳ        | ـﺴـ     | ﺲ / ـﺲ | sin           | s                                                  | /s/           | s                     |                       |
| 16       | ﺵ      | ﺷ        | ـﺸـ     | ﺶ / ـﺶ | šin           | š                                                  | /ʃ/           | sh                    | ch/sh                 |
| 17       | ﺹ      | ﺻ        | ـﺼـ     | ﺺ / ـﺺ | ṣâd           | ṣ                                                  | /s/           | s                     |                       |
| 18       | ﺽ      | ﺿ        | ـﻀـ     | ﺾ / ـﺾ | żâd           | ż                                                  | /z/           | z                     |                       |
| 19       | ﻁ      | ﻃ        | ـﻄـ     | ﻂ / ـﻂ | ṭâ            | ṭ                                                  | /t/           | t                     |                       |
| 20       | ﻅ      | ﻇ        | ـﻈـ     | ﻆ / ـﻆ | ẓâ            | ẓ                                                  | /z/           | z                     |                       |
| 21       | ﻉ      | ﻋـ       | ـﻌـ     | ﻉ / ـﻊ | ʿeyn          | ʿ                                                  | /ʔ/           | '/a/e                 |                       |
| 22       | ﻍ      | ﻏـ       | ـﻐـ     | ﻍ / ـﻎ | ğeyn          | ğ                                                  | /ɣ/           | gh                    |                       |
| 23       | ﻑ      | ﻓـ       | ـﻔـ     | ﻒ / ـﻒ | fe            | f                                                  | /f/           | f                     |                       |
| 24       | ﻕ      | ﻗـ       | ـﻘـ     | ﻖ / ـﻖ | qâf           | q                                                  | /ɢ/           | q                     |                       |
| 25       | ک      | کـ       | ـﻜـ     | ک / ﮏ  | kâf           | k                                                  | /k/           | k                     |                       |
| 26       | گ      | ﮔـ       | ـﮕـ     | گ / ﮓ  | gâf           | g                                                  | /g/           | g                     |                       |
| 27       | ﻝ      | ﻟـ       | ـﻠ      | ﻞ / ـﻞ | lâm           | l                                                  | /l/           | l                     |                       |
| 28       | ﻡ      | ﻣـ       | ـﻤـ     | ﻢ / ـﻢ | mim           | m                                                  | /m/           | m                     |                       |
| 29       | ﻥ      | ﻧـ       | ـﻨـ     | ﻦ / ـﻦ | nun           | n                                                  | /n/           | n                     |                       |
| 30       | و      | و        | ـو      | و / ـو | vâv           | u, v, w                                            | /uː, v, w/    | u, v, w               |                       |
| 31       | ﻩ      | ﻫـ       | ـﻬـ     | ﻩ / ـﻪ | he-ye do-češm | h                                                  | /h/           | h                     |                       |
| 32       | ی      | ﻳـ       | ــﻴـ    | ی / ـی | ye            | i, y                                               | /iː, j/       | i, y                  |                       |

1. ↑  Système de translittération Unipers.
2. ↑  Transcriptions API: phonèmes suivis éventuellement de leur réalisation phonétique par ordre de fréquence.
3. ↑  Aux sources de la nouvelle persane, 1983 (lire en ligne), p. 7
4. ↑  « Clavier persan (farsi) en ligne », sur Lexilogos
5. 1 2  [ɦ] entre voyelles.
6. ↑  Les séquences /VʔC/ sont réalisées [VˁC].
7. ↑  [ch] devant voyelle antérieure (y compris /a/). Les occlusives non sonores sont toutes aspirées.
8. ↑  [ɟ] devant voyelle antérieure (y compris /a/).

## Caractères particuliers

### Ajouts persans
Les quatre lettres additionnelles par rapport à l'arabe sont les suivantes :
| Lettre | Nom | Translittération | Prononciation |
| پ      | pe  | p                | /p/           |
| چ      | če  | č                | /t͡ʃ/          |
| ژ      | že  | ž                | /ʒ/           |
| گ      | gâf | g                | /g/           |

### Graphies particulières
Les lettres suivantes ne sont pas des lettres nouvelles mais plutôt une forme différente d'écrire des lettres existantes ; et dans le cas de lâm alef, une ligature.
| Isolée | Initiale | Médiane | Finale | Nom                        | Translittération | Prononciation |
| ------ | -------- | ------- | ------ | -------------------------- | ---------------- | ------------- |
| ﺁ      | —        | —       | ﺂ      | alef-e madde/alef bâ kolâh | â                | /ɒː/          |
| ﺓ      | —        | —       | ﺔ      | tâ-ye marbuṭe              | ẗ                | /a, at/       |
| ﻻ      | —        | —       | ﻼ      | lâm alef                   | lâ               | /lɒː/         |

Bien qu'elles aient à première vue l'air semblables, il y a de nombreuses différences dans la façon dont différentes langues utilisent des alphabets.
Par exemple, des mots semblables sont écrits différemment en persan et en arabe, puisqu'ils ne sont pas utilisés de la même façon.

## Sources
- (fr) Guide complet de l'alphabet Persan